# Al Kaline
Albert William „Al“ Kaline, Spitzname Mr. Tiger, (* 19. Dezember 1934 in Baltimore, Maryland; † 6. April 2020 in Bloomfield Hills, Michigan) war ein US-amerikanischer Baseballspieler in der Major League Baseball MLB auf der Position des Right Fielders.

## Biografie

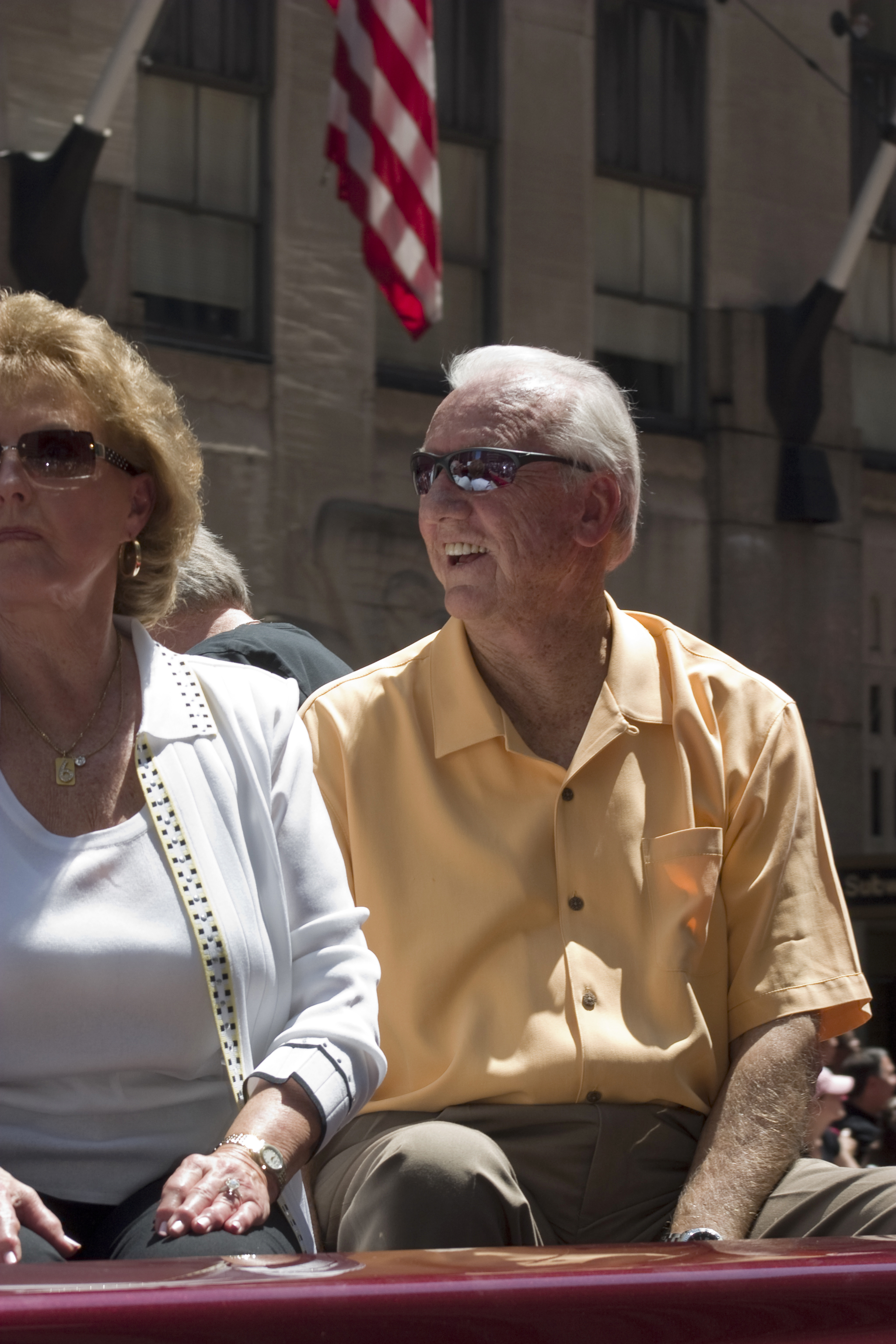
Al Kaline, 2008

Al Kaline verbrachte seine gesamte Karriere bei den Detroit Tigers, für die er insgesamt 22 Spielzeiten bestritt. Er wurde direkt von der High School in die American League beordert, ohne den Weg über die Minor Leagues zu gehen. Am 25. Juni 1953 bestritt er sein erstes Spiel im Outfield der Tigers. Erstmals in seinem Leben wurde er dort als Rightfielder eingesetzt. Hauptsächlich wurde er aber in seiner ersten Saison bei seinen 30 Einsätzen als Pinch Runner eingewechselt. Die Saison 1955 beendete er mit einem Schlagdurchschnitt von 34 % und gewann so den Titel des besten Schlagmanns. Kaline war damit der jüngste Titelträger in dieser Kategorie aller Zeiten, Ty Cobb war bei seinem ersten Schlagtitel genau einen Tag älter. In dieser Saison erzielte er auch 200 Hits und belegte den zweiten Platz bei der Wahl des Most Valuable Player (MVP) der American League hinter Yogi Berra. Auch 1963 blieb ihm bei dieser Wahl nur der zweite Platz hinter Elston Howard, ebenfalls Catcher der New York Yankees wie Berra.
1968 konnte er mit den Detroit Tigers die World Series gegen die St. Louis Cardinals in sieben Spielen gewinnen. 1972 nahm er noch mit den Tigers an der American League Championship Series gegen die Oakland Athletics teil, welche die Tigers deutlich in fünf Spielen verloren.
3007 Hits standen am Ende seiner Karriere, deren letztes Spiel er am 2. Oktober 1974 bestritt, auf seinem Konto. Den 3000. Karrierehit erreichte er ausgerechnet in seiner Heimatstadt Baltimore. Mit 399 Home Runs führt er die Tigers noch heute an.
1980 wurde er in die Baseball Hall of Fame gewählt und seine Nummer 6 wurde als erste Trikotnummer der Detroit Tigers nicht mehr vergeben. Nach der sportlichen Karriere blieb er den Tigers treu und arbeitete als Fernsehkommentator für das Team. Zu seinen Ehren wurde die ehemalige Cherry Street, die hinter der linken Tribüne des Tiger Stadiums verlief, in Kaline Street umbenannt. Während Ty Cobb eher respektiert und gefürchtet als beliebt war, dürfte Kaline der populärste Spieler in der Geschichte der Tigers gewesen sein.
Kaline starb Anfang April 2020 im Alter von 85 Jahren in Bloomfield Hills, Michigan.